# Jan Evenhuis
Jan Evenhuis (Groningen, 15 januari 1896 – Vught, 18 augustus 1944) was een belastinginspecteur en een leider in het Friese verzet tijdens de Tweede Wereldoorlog.

## Familie
Jan was een van twee kinderen van veehouder Arend Evenhuis en Jantje Wijgerts. Evenhuis trouwde in 1922 met Johanna Hendrika Roelina Hooghoudt. Uit dit huwelijk zijn twee dochters geboren, Jeanne Dientje en Alberdina Frouwgina Gesina.

## Beroepsleven
Evenhuis was Hoofd van de Inspectie der Invoerrechten en Accijnzen, werkzaam sinds 1933 te Leeuwarden. Hij was vooral bekend om zijn prestaties ter achterhaling van belastingfraude. Gedurende vele jaren was hij Secretaris van de Vereniging van Inspecteurs der Directe Belastingen, Invoerrechten en Accijnzen.

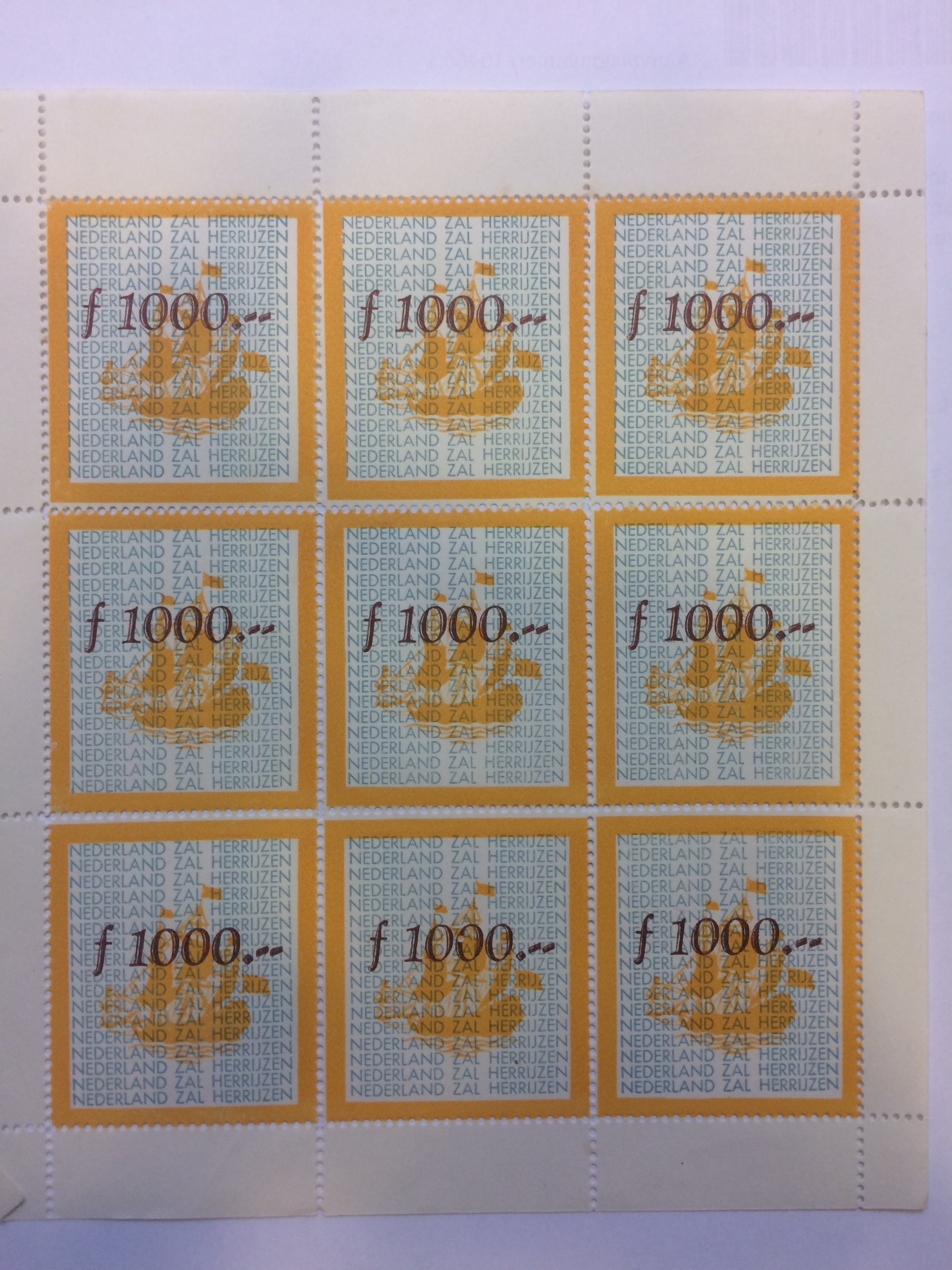
De zegels die door de Friese tak van het Nationaal Steun Fonds onder leiding van Jan Evenhuis zijn ingevoerd

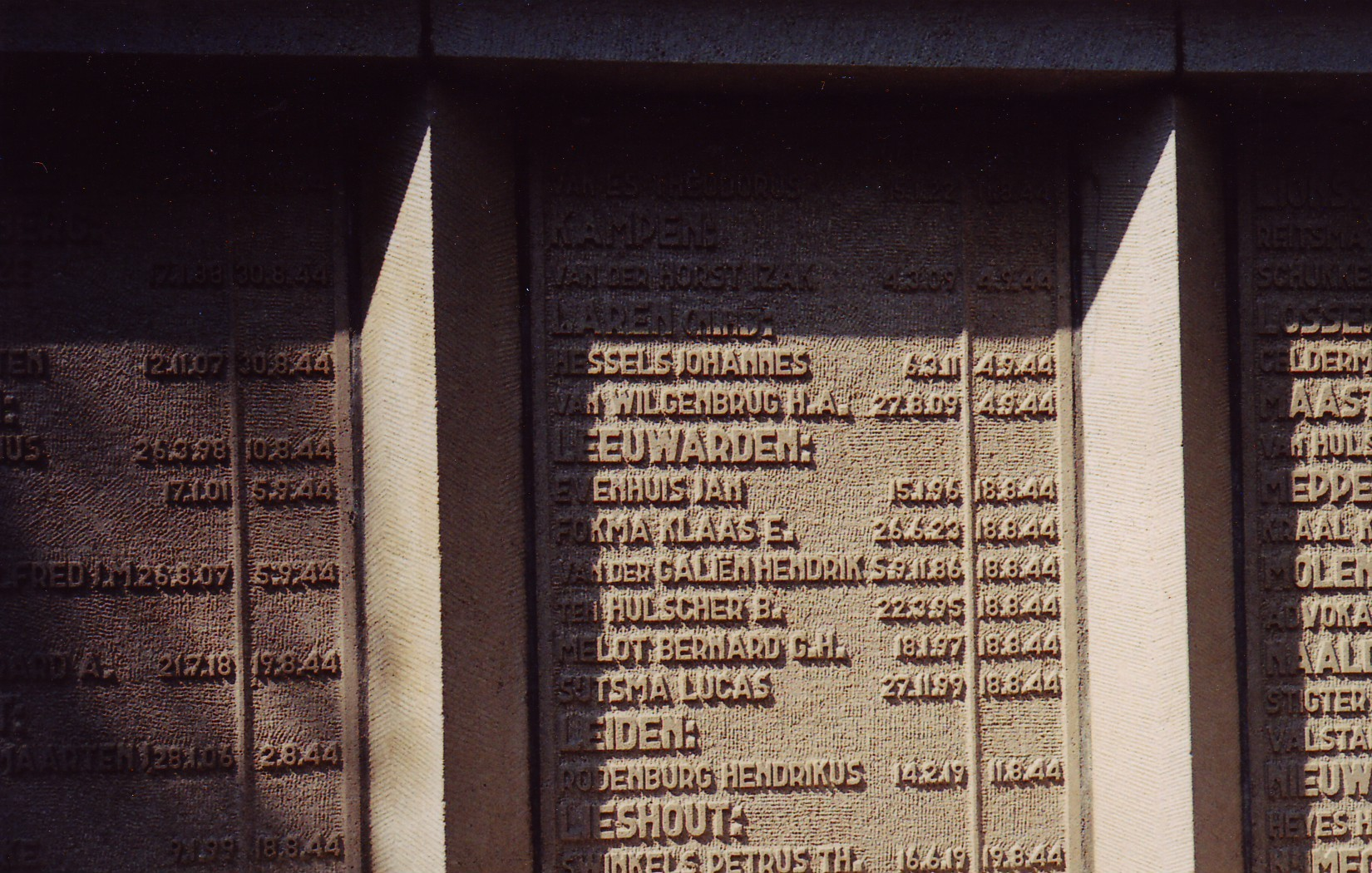
Het monument in Kamp Vught waar de naam van Jan Evenhuis vermeld staat

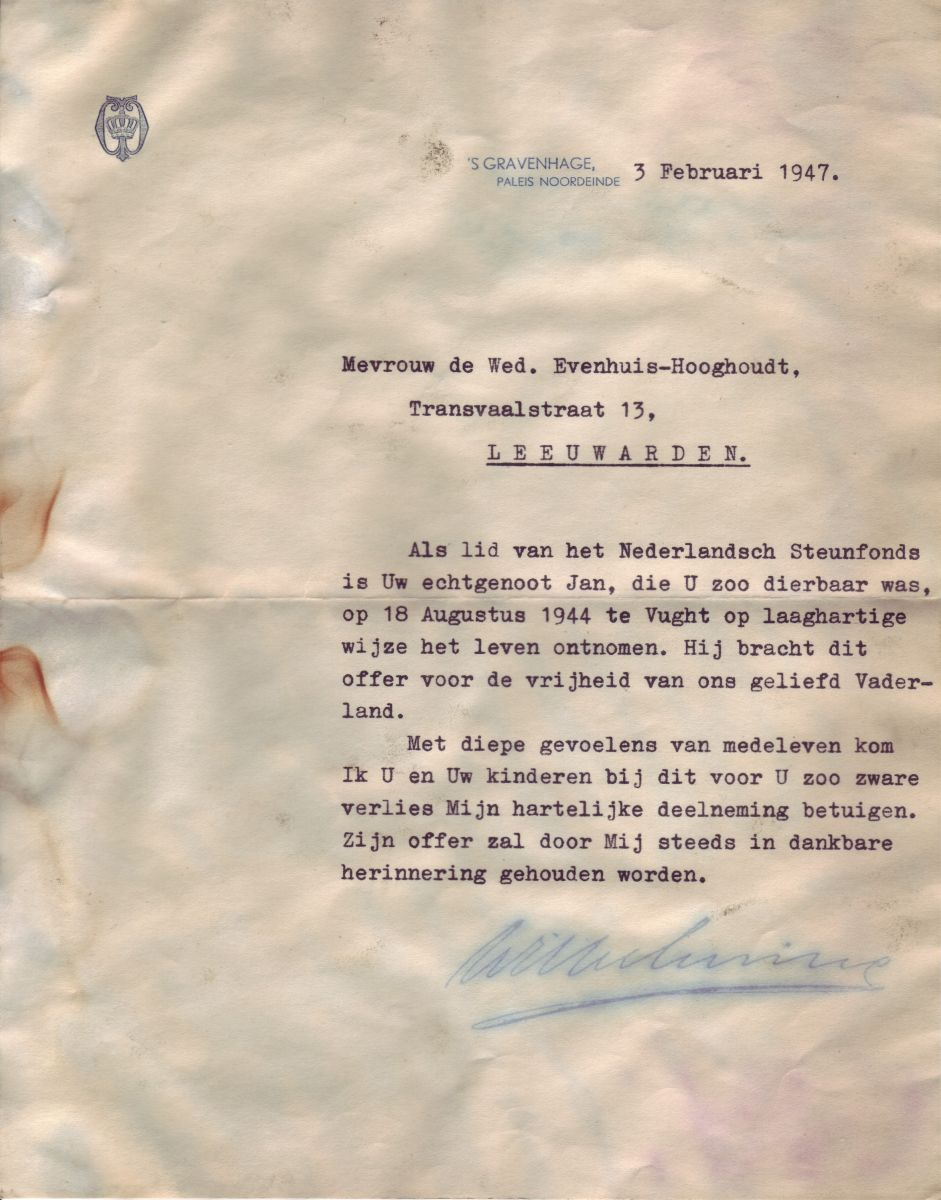
De weduwe Johanna Evenhuis-Hooghoudt ontving vele condoleancebrieven, onder andere van Koningin Wilhelmina

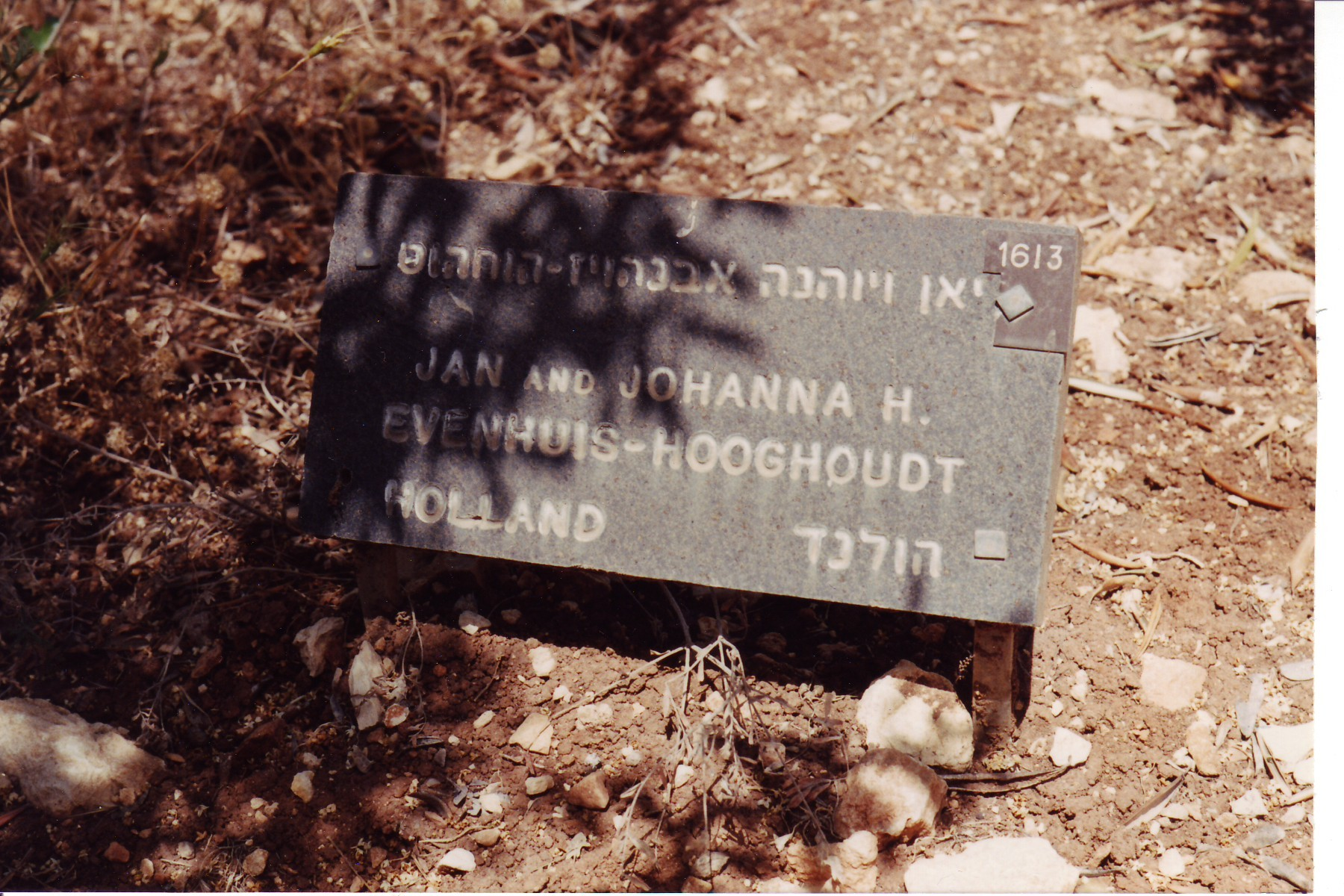
Plaquette naast de boom van Jan Evenhuis en Johanna H. R. Evenhuis-Hooghoudt in de tuin van de 'Rechtvaardige onder de Volkeren' in Jad Wasjem

## Het verzet
Evenhuis heeft op verscheidene manieren bijgedragen aan het verzet gedurende de Tweede Wereldoorlog. Via Krijn van den Helm, die als Commies der Directe Belastingen ook op de Belastingdienst in Leeuwarden werkte, heeft Jan meegeholpen met het opzetten van een hulpverleningsgroep die joden (vooral joodse kinderen) in Friesland wist onder te brengen. Zijn dochter Jeanne heeft geholpen met het vervoeren van deze kinderen. Het gezin Evenhuis had zelf onderduikers in huis: een joods meisje, een joodse vrouw, en twee neergeschoten Amerikaanse soldaten, Robert V. Coughlin en William T. Marcollo. Deze twee soldaten (een bomrichter en een co-piloot) waren leden van de 384e Bombardementen groep die op 26 november 1943 een aanval op Bremen uitvoerde. De B-17 (#4229987) die zij bemanden was geraakt door de Duitsers en gedwongen een noodlanding te maken dicht bij Donkerbroek in Friesland. Tevens hielp Evenhuis Krijn van den Helm die als leider van de regionale knokploeg gemakkelijk in de handen van de Landwacht of de nazi's kon vallen. In dat geval zou Van den Helm vertellen dat hij incognito als belastingambtenaar reisde (om bijvoorbeeld een clandestiene drankstokerij te ontmaskeren) en als zijn chef zou Evenhuis dit verhaal bevestigen. Als zijn baas gaf Evenhuis Van den Helm de tijd om tijdens werkuren verzetsactiviteiten te verrichten.

## Het NSF
Evenhuis' best gedocumenteerde bijdrage aan het Friese verzet was het opzetten en leiden van het Nationaal Steun Fonds (NSF) in Friesland. Dit fonds was voortgesproten uit de Zeemanspot (officieel: het Fonds voor Zeevarenden), dat financiële hulp verleende aan gezinnen van zeevarenden die vanwege de bezetting niet teruggekeerd waren naar hun gezinnen. Door de groei van de nodige financiële hulp zocht de top van de Zeemanspot contact met Evenhuis. In de besprekingen kwam naar boven dat er ook financiële steun voor onderduikers en hun gezinnen moest komen. Dit leidde tot de instelling van een Friese tak van het Nationaal Steun Fonds onder de leiding van Evenhuis.
Het NSF ging ook zorgen voor financiële ondersteuning voor niet in krijgsgevangenschap terugkerende militairen, voor studenten die niet de op 13 maart 1943 ingestelde loyaliteitsverklaring getekend hadden, en voor alle mannen geboren in 1922-1924 die door de nazi's naar Duitsland vervoerd moesten worden voor het uitvoeren van gedwongen arbeid aldaar (volgens de "Arbeitseinsatz"). Vooral na de April-meistakingen van 1943 werd het Nationaal Steun Fonds onontbeerlijk. Een verslag van de besprekingen tussen Evenhuis en anderen citeert Evenhuis als volgt: “Was het tot nu toe nog zo dat er eerst de steungevallen waren en daarna de financiële hulp, nu diende het NSF eigenlijk voor het front van hen, die voor de arbeidsinzet in aanmerking kwamen, te gaan staan en zeggen: Als je naar Duitsland moet, ga dan niet, want er is een organisatie, die voor jullie zal zorgen!”.

## De zegelactie
Voor het verkrijgen van financiële leningen en donaties stelde Evenhuis een andere benadering in dan die van het landelijke Nationale Steunfonds. In plaats van voornamelijk grote leningen aan te nemen, die na de oorlog terugbetaald zouden worden en dus nauwkeurig gedocumenteerd moesten worden, organiseerde Evenhuis een zegelactie waarbij men bijdragen naar draagkracht van f. 2,50 tot f. 1000,00 te leen kon geven waarbij de zegel als bewijs van de lening diende. Evenhuis vermeed hierdoor de nauwkeurige administratie die hij als gevaarlijk zag, en bovendien werd het mogelijk voor velen leningen te geven. Een accountant te Leeuwarden, D. Bosman, was de 'grootzegelbewaarder'. Nadat op deze manier meer dan negen ton was verzameld, werd Bosman gearresteerd. Dit leidde tot wrijving met de landelijke top van het NSF die de zegelacties als een gevaar zag. Bovendien was de landelijke top niet blij met het devies "Van volk tot volk" van Evenhuis, waar de bijdragen uit Friesland in Friesland bleven en niet in de landelijke pot terechtkwamen.
Bosman werd na negen dagen vrijgelaten. Zijn functie werd overgenomen door Siebren de Vries. Uiteindelijk zijn de zegels vernietigd om ontdekking te voorkomen en is de actie stopgezet. Ook via de belastingaanslagen wist Evenhuis fondsen naar het NSF te krijgen, door belastingbetalers op papier lagere aanslagen te geven met de afspraak dat het verschil in bedrag aan het NSF werd gegeven. Andere inkomsten kwamen uit het verkopen van foto’s van het koninklijk huis, het maken door onderduikers van standaards voor gongen en bijdragen via kerken. Tot aan Dolle Dinsdag (5 september 1944) gaf de Friese NSF f. 5.800.000 aan steun, waarvan maar f. 94.000 van het landelijke NSF kwam. Tot 31 januari 1945 kreeg het Friese NSF nog f. 1.3 miljoen uit landelijke fondsen.

## Arrestaties
Op 30 juni 1944 werd Evenhuis' dochter Jeanne, die in Amsterdam als koerierster voor de Persoonsbewijzencentrale werkte, door de nazi's gearresteerd. Ondanks dringende waarschuwingen, onder andere van Douwe Witteveen (ook actief in het Friese NSF), reisde Evenhuis naar Amsterdam om met f. 50.000 zijn dochter Jeanne van de nazi's vrij te kopen. Daarop werd Evenhuis op 10 juli 1944 gearresteerd. Het was niet gewoon dat iemand een dergelijk bedrag op tafel kon leggen. De nazi's hadden geen besef wie ze precies in handen hadden gekregen. Nadat hem al ontslag uit gevangenschap toegezegd was, vond op 15 juli 1944 in Friesland een overval plaats van een wapendepot, het kaaspakhuis van Tamminga aan de Schrans in Leeuwarden, waar de nazi's leden van de regionale knokploeg hoopten te vangen. De nazi's hadden van de plannen kennis gekregen na het vangen van een van de jonge leden van de regionale knokploeg, die na 24 uur hardhandige ondervraging doorsloeg. Krijn van den Helm had, tegen de principes van het verzet in, tijdelijk de complete NSF-boekhouding in het het kaaspakhuis opgeslagen. Hij had die na de arrestatie van Evenhuis uit zijn huis en een verstopplaats (een douaneloods van Invoerrechten en Accijnzen op het stationsemplacement) weggehaald. Hierdoor wordt het voor de nazi's duidelijk wie Evenhuis was en wat hij in Friesland voor het verzet betekende, en zijn vrijlating werd door de SD in Groningen tegengehouden. Evenhuis werd na de vondst in het kaaspakhuis zowel in Amsterdam als in Groningen hardhandig ondervraagd over zijn verzetsactiviteiten. Pogingen van Witteveen om hem te bevrijden slaagden niet. In het Scholtenhuis te Groningen heeft hij vier dagen samen met zijn dochter Jeanne gevangen gezeten, nadat ze daar op 17 juli naar waren overgebracht. De inhoud van de NSF-documenten was voor de nazi's erg onduidelijk en er werden naar aanleiding van deze vondst maar weinig arrestaties verricht.

## Het einde
Evenhuis werd overgebracht naar Kamp Vught, waar hij op 18 augustus 1944 samen met andere Friese verzetslieden door de nazi's werd gefusilleerd. De executies waren waarschijnlijk een vergelding na een mislukte aanslag op 14 augustus 1944 door het Friese verzet op Z. Sleijfer, een Nederlandse SD'er in Leeuwarden, en na het doodschieten op 15 augustus 1944 van een SD'er van de Duitse contraspionage en een Nederlandse SS'er in Birdaard. Naast zijn activiteiten in het NSF en de Landelijke Organisatie voor Hulp aan Onderduikers (LO), was Evenhuis ook actief in de illegale pers en het Nationaal Comité van Verzet, een illegaal verlengstuk in Nederland van de regering in London.

## Epiloog
Na afloop van de oorlog was het eerst onduidelijk of Evenhuis nog in leven was. Zo berichtte het Friesch Dagblad op 2 juni 1945: "De Inspecteur der Directe Belastingen, Evenhuis, is in goede gezondheid." Op 12 juni 1945 gaf het Friesch Dagblad de juiste informatie.
In 1967 werd een van de straten in Leeuwarden (in het voormalige Lekkumerend) vernoemd naar Evenhuis. In 1982 hebben Jan en Johanna H. R. Evenhuis-Hooghoudt (overleden op 20 oktober 1973) de Jad Wasjem-onderscheiding postuum ontvangen. De joodse vrouw Nanette Schrijver, een verpleegkundige, die bij het gezin Evenhuis ondergedoken was, heeft na de oorlog deze erkenning gezocht voor de Evenhuizen. In 1985 reisden dochter Jeanne en haar gezin naar Jeruzalem om op 21 februari een boom te planten voor haar ouders in de tuin voor de 'Rechtvaardigen onder de Volkeren' bij Jad Wasjem.
In het Belasting & Douane Museum in Rotterdam is documentatie te vinden van de activiteiten van Jan Evenhuis, waaronder de zegels die Evenhuis ingevoerd heeft. Er is daar ook een portret van Jan Evenhuis, geschilderd met gebruik van een pasfoto die onder andere op de webpagina van Yad Vashem verscheen. 
Het verhaal rondom het verzetswerk en de arrestaties van Jan Evenhuis, Jeanne Evenhuis, Krijn van den Helm en Esmee van Eeghen werd in 2025 verwerkt tot de muziektheatervoorstelling 'Evenhuis: De Friese bankier van het verzet'.  